# Borys Lewytzkyj
Borys Rostyslaw Lewytzkyj (* 19. Mai 1915 in Wien; † November 1984 in München) war ein deutscher und ukrainischer Publizist, politischer Aktivist und Sowjetologe.

## Leben
Borys Lewytzkyj war der Sohn eines ukrainischen Gymnasialprofessors. Er besuchte das humanistische Gymnasium in Brzezany, Galizien. Nach dem Studium an der Universität Lwiw und der Promotion zum Dr. phil. war er bis 1939 als Journalist tätig.
Im Jahr 1945 gehörte Lewyzkij zusammen mit Iwan Bahrjanyj, Hryhorij Kostjuk und Iwan Majstrenko zu den Mitbegründern der Ukrainischen Revolutionären Demokratischen Partei in München.
Nach dem Zweiten Weltkrieg arbeitete er als wissenschaftlicher Mitarbeiter des Forschungsdienstes „Osteuropa“ in Düsseldorf und bei der Friedrich-Ebert-Stiftung in Bonn. Ab 1967 war Lewytzkyj selbständiger Publizist und Leiter eines privaten Instituts in München, welches sich mit den inneren Problemen der Sowjetunion, vor allem mit der Moskauer Nationalitätenpolitik, befasste. Er war Mitarbeiter zahlreicher westlicher Fachzeitschriften. Zudem lehrte er als Professor für Soziologie an der Fakultät für Staats- und Wirtschaftswissenschaften der Ukrainischen Freien Universität München.

## Werke
- Vom roten Terror zur sozialistischen (1961)
- Die Sowjetukraine 1944—1963 (1964)
- Terror i rewolucja (1965)
- Polityka narodowosciova Z.S.S.R. (1966)
- Die Kommunistische Partei der Sowjetunion — Portrat eines Ordens (1967)
- Die rote Inquisition (1967)
- Die sowjetische Nationalitätenpolitik nach Stalins Tod (1970)
- The Uses of Terror: The Soviet Secret Service 1917—1970 (1971)
- Politische Opposition in der Sowjetunion 1960-1972 (1972)[5]
- Sovetskij narod. Das Sowjetvolk. Nationalitätenpolitik als Instrument des Sowjetimperialismus (1983)
- Politics and Society in Soviet Ukraine 1953—1980 (1984)